# Куклен
Куклен (буг. Куклен) град је у Републици Бугарској, у средишњем делу земље, седиште истоимене општине Куклен у оквиру Пловдивске области.

## Географија
Положај: Куклен се налази у средишњем делу Бугарске. Од престонице Софије град је удаљен 160 km југоисточно, а од обласног средишта, Пловдива град је удаљен 13 km јужно.
Рељеф: Област Куклена се налази у бугарском делу Тракије, у долини реке Марице. Град се сместио пар километара јужно од реке, на приближно 300 m надморске висине. Јужно од града издижу се Родопи.
Клима: Клима у Куклену је континентална.
Воде: Кроз Куклен протиче низ мањих водотока, притока реке Марице.

## Историја
Област Куклена је првобитно било насељено Трачанима, а после њих овом облашћу владају стари Рим и Византија. Јужни Словени ово подручје насељавају у 7. веку. Од 9. века до 1373. године област је била у саставу средњовековне Бугарске.
Крајем 14. века област Куклена је пала под власт Османлија, који владају облашћу 5 векова.
Године 1885. град је постао део савремене бугарске државе. Насеље постоје убрзо средиште окупљања за села у околини, са више јавних установа и трговиштем.

## Становништво
По проценама из 2010. године Куклен је имао око 6.000 становника. Огромна већина градског становништва су етнички Бугари. Остатак су махом Роми. Последњих деценија град губи становништво због удаљености од главних токова развоја у земљи.
Већинска вероисповест у граду је православље, а мањинске ислам и римокатоличанство.